# Velsk
Velsk (ryska Вельск) är en stad i länet Archangelsk oblast i Ryssland. Den ligger vid floden Vel, där den rinner samman med Vaga, 545 kilometer söder om Archangelsk. Folkmängden uppgår till cirka 23 000 invånare.
Staden finns dokumenterad i skrift sedan 1137.